# Globi d'oro 2020
La 60ª edizione dei Globi d'oro si è tenuta mercoledì 15 luglio 2020 a Villa Massimo a Roma.
La candidature sono state annunciate il 18 giugno 2020. Durante la cerimonia è stato assegnato il Globo d'oro alla carriera postumo a Sandra Milo.

## Candidati e vincitori
I vincitori sono indicati in grassetto, a seguire gli altri candidati.
Miglior film
- Volevo nascondermi
- Picciridda - Con i piedi nella sabbia
- Pinocchio

Miglior regista
- Damiano e Fabio D'Innocenzo – Favolacce
- Matteo Garrone – Pinocchio
- Giorgio Diritti – Volevo nascondermi

Miglior opera prima
- Picciridda - Con i piedi nella sabbia – Paolo Licata

Miglior commedia
- Tolo Tolo
- 7 ore per farti innamorare
- Odio l'estate

Miglior serie TV
- The New Pope
- Diavoli
- L'amica geniale

Miglior attore
- Pierfrancesco Favino – Hammamet
- Luca Marinelli – Martin Eden
- Elio Germano – Volevo nascondermi

Miglior attrice
- Valeria Bruni Tedeschi – Aspromonte - La terra degli ultimi
- Marta Castiglia – Picciridda - Con i piedi nella sabbia
- Paola Lavini – Volevo nascondermi

Giovane promessa
- Virginia Apicella – Nevia

Miglior sceneggiatura
- Damiano e Fabio D'Innocenzo – Favolacce
- Catena Fiorello e Paolo Licata –  Picciridda - Con i piedi nella sabbia
- Fredo Valla, Giorgio Diritti e Tania Pedroni – Volevo nascondermi

Miglior fotografia
- Matteo Cocco – Volevo nascondermi
- Stefano Falivene – Aspromonte - La terra degli ultimi
- Nicolaj Brüel – Pinocchio

Miglior musica
- Pericle Odierna – Picciridda - Con i piedi nella sabbia
- Nicola Piovani – Aspromonte - La terra degli ultimi
- Marco Biscarini – Volevo nascondermi

Miglior documentario
- Vulnerabile bellezza
- La mafia non è più quella di una volta
- La passione di Anna Magnani

Miglior cortometraggio
- L'amore oltre il tempo
- Delitto Naturale
- Gli Occhi dell'Altro

Gran Premio della stampa estera
- Carlo Poggioli

Globo d'oro alla carriera
- Sandra Milo